# Isteria di massa
L'isteria di massa è un fenomeno sociopsicologico che riguarda il manifestarsi degli stessi sintomi isterici in più di una persona. Un semplice esempio di isteria di massa è quello di un gruppo di persone convinte di essere affette dalla stessa malattia o disturbo.

## Caratteristiche
L'isteria di massa ha inizio di solito quando un individuo si ammala o diventa isterico durante un periodo di stress. Dopo che tale individuo manifesta i sintomi, altre persone cominciano a mostrare sintomi analoghi, tipicamente nausea, debolezza muscolare e mal di testa, crampi e dolori addominali, tosse, debolezza, affanno e difficoltà respiratorie, contagiate da una forte autosuggestione più che da un disturbo organico, vero e proprio. I casi riscontrati negli ultimi anni hanno interessato per lo più donne, adolescenti e bambini e si sono verificati soprattutto nelle scuole, nelle fabbriche e in contesti stressanti.

## Storia
Le tracce storiche più antiche riguardanti il fenomeno risalgono al 1500 circa e ci relazionano su casi avvenuti, in maggior numero, nei conventi francesi, italiani, tedeschi e spagnoli.
Nei secoli successivi, dal Settecento in poi, i cambiamenti epocali nello stile di vita e nelle condizioni di lavoro e di studio introdotti, tra gli altri fattori, dalle rivoluzioni industriali hanno indotto, conseguentemente, anche il trasferimento di questi fenomeni in altri luoghi di attività: fabbriche e scuole.
Tra i più rilevanti casi addebitati all'isteria di massa vanno segnalate le crisi convulsive di una decina di studenti tedeschi, nella località di Gross-tinz, il 28 giugno 1892, manifestanti tremore esteso dalle mani al resto del corpo, amnesia e stato di coscienza alterato;
la paralisi agli arti accaduta a gruppi di studenti londinesi nel febbraio 1907.
In Europa durante le due Guerre Mondiali e negli Stati Uniti dopo l'11 settembre 2001 i casi di isteria di massa si sono intensificati notevolmente.
Gruppi di individui, situati in luoghi come le stazioni della metropolitana (Maryland), o dopo lo svolgimento di alcune operazioni come l'apertura di buste o pacchi, hanno manifestato i sintomi di isteria di massa dopo aver odorato sostanze, ritenute non pericolose dagli specialisti.
Alcuni eventi attinenti all'ambito religioso, come guarigioni, miracoli, visioni di miracoli e molti fenomeni connessi con gli UFO, vengono spesso interpretati dagli studiosi come casi di isteria di massa oppure psicosi collettive.